# Volleybalvereniging Taurus 2017-2018 (maschile)
Questa voce raccoglie le informazioni riguardanti il Volleybalvereniging Taurus nelle competizioni ufficiali della stagione 2017-2018.

## Organigramma societario
Area direttiva
- Presidente: ?

Area tecnica
- Allenatore: Erik Gras

## Rosa
| N° | Nome                 | Ruolo | Data di nascita  | Nazionalità sportiva |
| -- | -------------------- | ----- | ---------------- | -------------------- |
| 1  | Bert Sturkenboom     | P     | 1983             | Paesi Bassi          |
| 2  | Hidde Uittenbosch    | S     | 1989             | Paesi Bassi          |
| 3  | Martijn de Haan      | S     | 29 maggio 1997   | Paesi Bassi          |
| 4  | Mats Bleeker         | L     | 7 maggio 1998    | Paesi Bassi          |
| 5  | Flor Polinder        | P     | 21 aprile 1996   | Paesi Bassi          |
| 6  | Jorad de Vries       | C     | 1986             | Paesi Bassi          |
| 7  | Dylan Boerefijn      | O     | 6 settembre 1995 | Paesi Bassi          |
| 8  | Hans van Westrienen  | S     | 1991             | Paesi Bassi          |
| 9  | Leroy Boerefijn      | C     | 17 marzo 1993    | Paesi Bassi          |
| 10 | Tom van den Boogaard | S     | 8 febbraio 1992  | Paesi Bassi          |
| 11 | Jelle van Jaarsveld  | O     | 4 aprile 1988    | Paesi Bassi          |
| 14 | Thijs Bouwman        | C     | 1983             | Paesi Bassi          |